# Абрамов, Фёдор Александрович

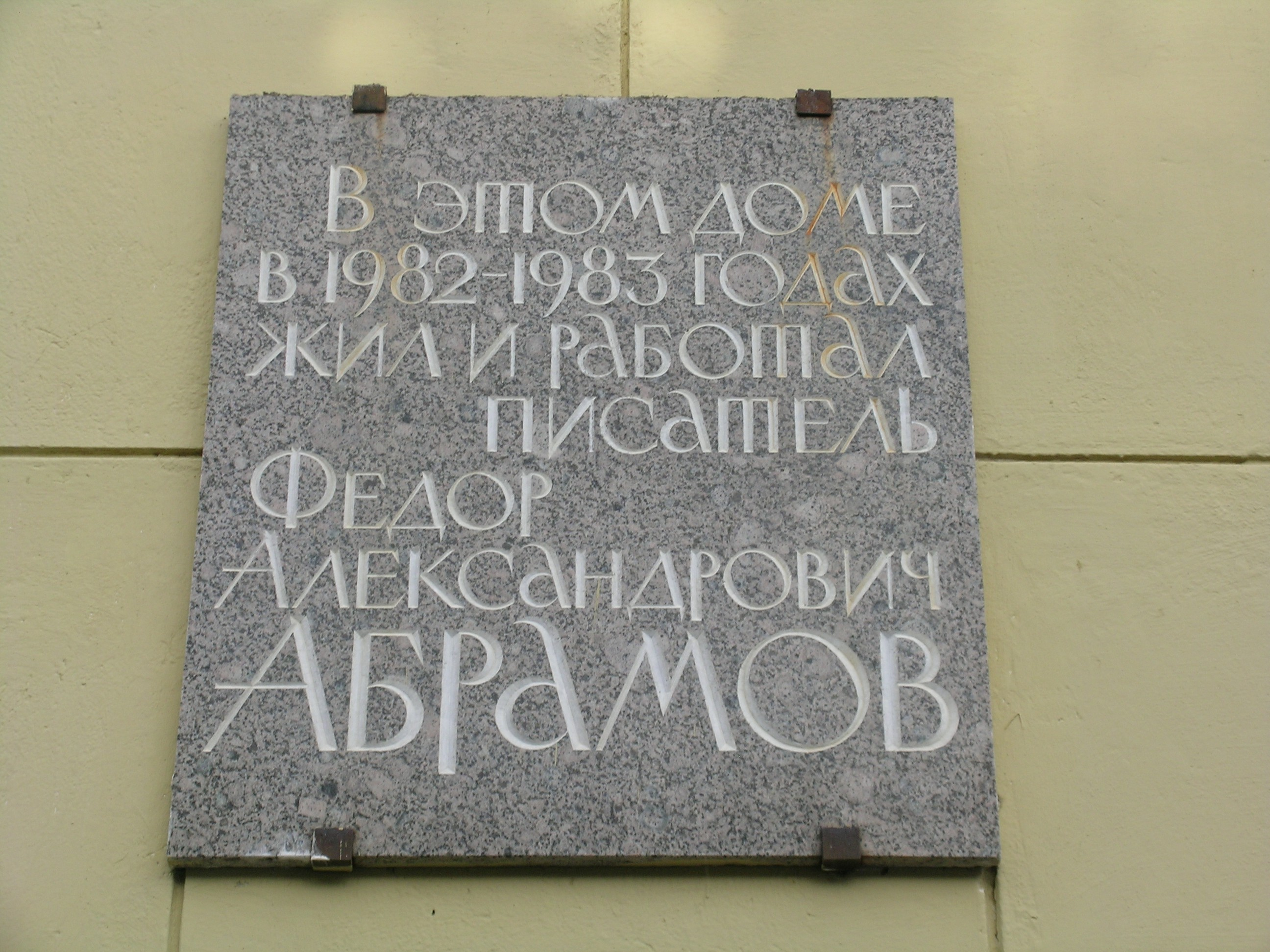
Мемориальная доска в Санкт-Петербурге на стене дома 1 по Мичуринской улице: «В этом доме в 1982—1983 годах жил и работал писатель Фёдор Александрович Абрамов»

Фёдор Александрович Абра́мов (29 февраля 1920, село Веркола, Архангельская губерния — 14 мая 1983, Ленинград) — русский советский писатель, публицист, критик и литературовед. Один из наиболее известных представителей так называемой «деревенской прозы», значительного направления советской литературы 1960—1980-х годов. Лауреат Государственной премии СССР (1975).

## Биография
Фёдор Александрович Абрамов родился в крестьянской семье, был младшим из пяти детей. Отец Александр Степанович Абрамов (1878—1921), занимался извозом в Архангельске. Мать Степанида Павловна, урождённая Заварзина (1883—1947), крестьянка из староверов. Когда Фёдору был год, умер его отец.
После окончания Веркольской начальной школы-четырёхлетки Абрамов пошёл в 5 класс в Кушкопальскую школу. В 1933 году переехал в райцентр — село Карпогоры (45 км от Верколы), чтобы закончить десятиклассную школу. В 1938 году после окончания с отличием средней школы был зачислен без экзаменов на филологический факультет Ленинградского университета.
После третьего курса, 24 июня 1941 года ушёл добровольцем в народное ополчение. Служил пулемётчиком 377-го артиллерийско-пулемётного батальона, в сентябре 1941 года был ранен в руку, после короткого лечения вновь вернулся на передовую. В ноябре 1941 года был тяжело ранен (пулей перебиты обе ноги), лишь по случайности обнаружен бойцом похоронной команды, собиравшей тела убитых. Провёл блокадную зиму 1941—1942 года в ленинградском госпитале, в апреле 1942 года был эвакуирован по льду Ладожского озера одной из последних машин. По ранению получил отпуск на 3 месяца, преподавал в Карпогорской школе. В июле 1942 года признан годным к нестроевой службе, поскольку полностью оправиться от ранений не удалось, и вновь был призван на военную службу. С июля 1942 года был заместителем командира роты в 33-м запасном стрелковом полку в Архангельском военном округе, с февраля 1943 года — помощником командира взвода Архангельского военно-пулемётного училища. С апреля 1943 года был переведён в отдел контрразведки «Смерш» Архангельского военного округа на должность помощника оперуполномоченного резерва, с августа 1943 года — следователь, с июня 1944 года — старший следователь следственного отделения отдела контрразведки. О том времени написал автобиографическую повесть «Кто он?», опубликованную его вдовой после его смерти. Член ВКП(б) с марта 1945 года. Демобилизован осенью 1945 года. Увольнение Фёдора Абрамова из органов военной контрразведки подтверждено приказом начальника Главного управления контрразведки «Смерш» генерал-полковника В. С. Абакумова от 22 октября 1945 года.
Окончил с отличием филологический факультет Ленинградского государственного университета (1948) и поступил в аспирантуру ЛГУ. В 1949 году, в бытность аспирантом, участвовал в осуждении профессоров-«космополитов» (Бориса Эйхенбаума, Григория Гуковского, Марка Азадовского и других): статья с его соавторством «В борьбе за чистоту марксистско-ленинского литературоведения» была напечатана в июле 1949 года в журнале «Звезда». Этих эпизодов своей карьеры Абрамов впоследствии стыдился.
Во время учёбы познакомился со своей будущей женой Людмилой Крутиковой (1920—2017) (впоследствии — литературным критиком, исследователем творчества И. А. Бунина). В 1951 году женился и защитил кандидатскую диссертацию по творчеству М. А. Шолохова. В 1951—1960 годах был старшим преподавателем, затем доцентом и заведующим кафедрой советской литературы ЛГУ.
В начале хрущёвской оттепели в 1954 году опубликовал в журнале «Новый мир» статью «Люди колхозной деревни в послевоенной литературе», в которой выступил против лакировки положения дел на селе. Абрамов писал о том, что советские писатели «соревнуются между собой, кто легче и бездоказательнее изобразит переход колхоза от неполного благополучия к полному процветанию», пока в реальности деревня стоит на грани вымирания. Эта публикация вызвала гневные отклики и отрицательную реакцию по партийной линии.
Под угрозой увольнения из ЛГУ Абрамов был вынужден признать ошибочность своей статьи.
В 1956 году он возглавил в Ленинградском университете кафедру советской литературы.
В летние каникулы 1950 года на хуторе Дорище Новгородской области Абрамов начал писать свой первый роман «Братья и сёстры», который был закончен через шесть лет. В течение двух лет роман не принимали к публикации, писателю отказали журналы «Октябрь» и «Новый мир». В 1958 году роман был опубликован в журнале «Нева» и был доброжелательно встречен критикой. В 1960 году Абрамов оставил кафедру и стал профессиональным литератором, вступил в Союз писателей (рекомендатели Лев Плоткин и Михаил Слонимский).
С 1967 года Абрамов гостил в доме у родни филолога Ирины Владимировны Столяровой (впоследствии профессора Ленинградского университета, специалиста по творчеству Лескова) в деревне Опольнево Борисоглебского района Ярославской области. Наблюдал картины здешней жизни, беседовал с местными крестьянами, собирал материал для повестей «Пелагея», «Алька», «Мамониха».
В 1963 году в журнале «Нева» вышла повесть «Вокруг да около», вызвавшая постановление Ленинградского горкома КПСС об искажении колхозной жизни, редактор журнала снят с работы. Сначала в «Литературной газете» появились положительные рецензии Г. Радова «Вся соль в позиции» (5 марта 1963 года) и В. Чалмаева «Я есть народ» (26 марта 1963 года), но затем последовали разгромные статьи в «Советской России» (Колесов В. «Действительно, вокруг да около». 13.04.1963), «Ленинградской правде» (Беляев Н. «Нет, это не правда жизни». 28.04.1963), журнале «Коммунист» (Степанов В. «Сельская тема в очерках писателя». № 13, 1963) и др. Положительные отзывы изымали из уже набранных номеров газет и журналов. Повесть была названа «идейно порочной», а Ф. Абрамова несколько лет нигде не печатали. В июне 1963 года издательство «Флегон пресс» (А. Флегона) выпускает в Лондоне повесть в переводе Дэвида Флойда отдельной книгой под названием «Хитрецы». В начале июня 1963 года в газете «Пинежская правда», а чуть позже в газетах «Правда Севера» и «Известия» было напечатано открытое письмо от якобы земляков Фёдора Абрамова к писателю «К чему зовёшь нас, земляк?». Однако позже выяснилось, что письмо привезли в Верколу из райцентра и заставили людей, не читавших повесть «Вокруг да около», подписать его.
В 1979 году в газете «Пинежская правда» Фёдор Абрамов опубликовал открытое письмо к своим землякам «Чем живём — кормимся?», вызвавшее противоречивые отклики пинежан. Письмо было перепечатано в газете «Правда» с сокращениями и изменениями текста без ведома автора.
30 октября 1981 года Фёдор Абрамов выступил на авторском вечере в Останкино, который транслировался по телевидению на всю страну. Конспект этого четырёхчасового выступления был опубликован в 1993 году.
Ф. А. Абрамов умер 14 мая 1983 года в Ленинграде. Похоронен в селе Веркола на правом берегу реки Пинега; на левом берегу находится Артемиево-Веркольский монастырь, вопросом восстановления которого Абрамов был озабочен в конце жизни.

## Литературная деятельность
С 1949 публиковал литературно-критические статьи о советской литературе. Первый роман «Братья и сёстры» (1958) вместе с романами «Две зимы и три лета» (1968) и «Пути-перепутья» (1973) образовал эпический цикл «Пряслины» (Пряслины — крестьянский род, о судьбе которого повествуют романы). За трилогию «Пряслины» Ф. Абрамову присуждена Государственная премия СССР (1975). Продолжением цикла стал роман «Дом» (1978).
Автор рассказов и очерков о колхозной жизни, повестей «Безотцовщина» (1961), «Пелагея» (1969), «Деревянные кони» (1970), «Алька» (1972), где крестьянский мир Русского Севера показан в его будничных заботах, горестях и радостях.
Несмотря на лауреатство, многие произведения Абрамова (как и у других писателей-деревенщиков) проходили в печать нелегко, с цензурными купюрами, вызывая упрёки в сгущении мрачных красок.
Уже после смерти писателя был опубликован роман «Чистая книга» — первая книга из задуманной Ф. Абрамовым трилогии, посвящённой раздумьям о судьбе России.

### Избранные произведения

#### Пряслины
Тетралогия под общим названием «Пряслины»:
- Братья и сёстры. (1958) Роман. Часть 1.
- Две зимы и три лета. (1968) Роман. Часть 2.
- Пути-перепутья. (1973) Роман. Часть 3.
- Дом. (1978) Роман. Часть 4.

#### Разное
- О чём плачут лошади (1973)
- Алька. (1972) Повесть
- Бабилей. (1980) Сб. рассказов и повестей
- Безотцовщина. (1961) повесть
- Бревенчатые мавзолеи. (1981) Миниатюрный рассказ
- В СМЕРШе: записки контрразведчика (опубл. 2018) Воспоминания
- Валенки. Рассказ
- Вокруг да около. (1963) Очерк
- В Питер за сарафаном (1961) Рассказ (Переведён на словацкий[19], украинский[20], английский[21] и немецкий[22] языки).
- Деревянные кони. (1970) Рассказ
- Жила-была сёмужка. (1962) Рассказ
- Золотые руки. Рассказ
- Из колена Аввакумова. Рассказ
- Когда делаешь по совести. Рассказ
- Мамониха. (1973) Повесть
- М. А. Шолохов: Семинарий. (1958) Книга (соавт. В. В. Гура)
- Медвежья охота. (1963-64) Рассказ
- Надежда. Рассказ
- Новогодняя ёлка. Рассказ
- От этих весей Русь пошла… Очерк (соавт. А. Чистяков)
- Отомстил. Рассказ
- Пашня живая и мёртвая. Очерк (соавт. А. Чистяков)
- Пелагея. (1969) Повесть
- Поездка в прошлое. (1974, опубл. в 1986)
- Поля Открой Глаза. Рассказ
- Последний старик деревни. Рассказ
- Самая счастливая. Рассказ
- Сказание о великом коммунаре. Рассказ
- Слон голубоглазый. Рассказ
- Трава-мурава.
- Чистая книга. Книга (незаконч.)
- Люди колхозной деревни в послевоенной прозе. (1954) Статья
- Сюжет и жизнь («Литературная газета», 13 января 1971 года) Статья
- Чем живём-кормимся?.. (1979) Открытое письмо землякам
- Сосновые дети

## Экранизации
- Своя земля, 1973 год (телефильм Петра Тодоровского по повести «Безотцовщина»)
- Дом, 1982 (фильм-спектакль по одноимённому роману)
- Две зимы и три лета, 2014 год (телесериал по тетралогии «Братья и сёстры»)

## Критика
- Буртин Ю. Г. О наших братьях и сёстрах. (1959)
- Радов Г. Г. Вся соль — в позиции. (1963)
- Золотусский И. П. Фёдор Абрамов: Личность, книги, судьба. (1968)
- Панкин Б. Д. Живут Пряслины. (1969)
- Старикова Е. Социологический аспект современной «деревенской прозы». (1972)
- Дедков И. Межа Пелагеи Амосовой. (1972)
- Турков А. М. Фёдор Абрамов: Очерк. (1987)
- Крутикова-Абрамова Л. В. Дом в Верколе: Документальная повесть. (1988)
- Галимов Ш. З. Фёдор Абрамов: Творчество, личность (1989)
- Оклянский Ю. М. Дом на угоре: О Фёдоре Абрамове и его книгах. (1990)
- Оклянский Ю. М. Веркольский народник. (1997)
- Оклянский Ю. М. Шумное захолустье. (1997)
- Кульбас Д. Г. Эстетические принципы Ф. Абрамова. (1998)
- Егорова Л. В. Мой Фёдор Абрамов (2005)
- Полякова И. Фёдор Абрамов: Из газетной статьи.[уточнить]

## Награды
- Орден Ленина (28.02.1980)[23];
- Орден Отечественной войны II степени (06.08.1946)[24];
- Медаль «За оборону Ленинграда»;
- Медаль «За победу над Германией в Великой Отечественной войне 1941—1945 гг.»;

Памятник в Архангельске

- Другие медали СССР.

## Память
- В Петербурге в д. 1 по Мичуринской улице в 1992 году была установлена мемориальная доска (архитектор Т. Н. Милорадович) с текстом: «В этом доме в 1982—1983 годах жил и работал писатель Фёдор Александрович Абрамов»[25].
- Памятник Ф. Абрамову установлен в Архангельске на Набережной Северной Двины.
- Имя Фёдора Абрамова носят: школы и улицы в Верколе, Карпогорах, Архангельске, Санкт-Петербурге; библиотека в Санкт-Петербурге, Архангельске и в селе Карпогоры; улица в Санкт-Петербурге (2010); астероид (3409) Абрамов (1995); теплоход «Фёдор Абрамов» (1988), Всероссийский театральный фестиваль «Родниковое слово», Всероссийская литературная премия им. Фёдора Абрамова «Чистая книга»[26].
- 28 февраля 2015 года прошли юбилейные торжества, посвящённые 95-летию со дня рождения писателя. В Санкт-Петербурге состоялась церемония возложения цветов к мемориальной доске, установленной в честь писателя на доме на Мичуринской улице, по его последнему адресу[27].
- В конце 2015 г. Издательским домом «Міръ» в Петербурге выпущена первая книга фундаментальной «Летописи жизни и творчества Фёдора Абрамова», подготовленной Г. Г. Мартыновым[28].
- В Архангельской областной научной библиотеке имени Н. А. Добролюбова создана уникальная экспозиция «Чистая книга», посвящённая знаковому, но незаконченному произведению писателя.
- Раз в два года Архангельский театр драмы имени М. В. Ломоносова проводит международный театральный фестиваль «Родниковое слово» имени Абрамова.
- В 2019 году создан портал «Вселенная Фёдора Абрамова» в рамках одноимённого проекта.
- В 2019 году возрождена Всероссийская литературная премия имени Фёдора Абрамова «Чистая книга».
- 2020 год по распоряжению Губернатора Архангельской области объявлен годом Фёдора Абрамова.
- Международный аэропорт города Архангельска носит имя Ф. А. Абрамова.
- В 2020 году АО «Марка» был выпущен художественный маркированный конверт, посвящённый 100-летию со дня рождения Ф. А. Абрамова. На конверте изображён портрет писателя. Тираж составил 100 тыс. экземпляров[29].
- К 100-летию писателя в феврале 2020 года выпущено подарочное литературно-художественное издание «В Питер за сарафаном»[30]. Помимо самого произведения, книга содержит историю о прототипах героев рассказа — жителях деревни Ваймуши, комментарии, иллюстрации и краткую биографическую справку об авторе[31].
- В октябре 2021 года на центральной площади села Карпогоры, носящей имя Абрамова, открыли памятник писателю[32][33].
- В Верколе открыт Музей Ф. А. Абрамова.